# Medina elongata
Medina elongata là một loài ruồi trong họ Tachinidae.